# Willie Maddren
William Dixon Maddren, più conosciuto con il diminutivo Willie Maddren (Billingham, 11 gennaio 1951 – Stockton-on-Tees, 30 agosto 2000) è stato un allenatore di calcio e calciatore inglese, di ruolo difensore.

## Caratteristiche tecniche

### Giocatore
Iniziò la carriera giocando da attaccante, salvo poi poco dopo l'esordio tra i professionisti essere arretrato come difensore centrale.

## Carriera

### Giocatore

#### Club
Esordisce tra i professionisti nella parte finale della stagione 1968-1969 con la maglia del Middlesbrough, nella seconda divisione inglese; gioca in questa categoria anche nelle successive 5 stagioni, fino al termine della Second Division 1973-1974, vinta dal Boro. Nella stagione 1974-1975 esordisce quindi in prima divisione, categoria in cui gioca per 5 stagioni, ovvero fino al ritiro, avvenuto prematuramente all'età di 28 anni al termine della stagione 1978-1979 a causa di un ricorrente infortunio ad un ginocchio, che di fatto gli aveva impedito di giocare anche solo una partita negli ultimi anni di carriera (l'ultimo incontro ufficiale da lui disputato è infatti una partita di campionato contro il West Bromwich il 3 settembre 1977, quando aveva ancora 26 anni).
In 11 anni di carriera professionistica ha vestito la maglia di un unico club, il Middlesbrough, per un totale di 293 presenze e 19 nei campionati professionistici inglesi (tutte tra prima e seconda divisione; in particolare, ha totalizzato 126 presenze e 4 reti in prima divisione e 167 presenze e 15 reti in seconda divisione).

#### Nazionale
Ha giocato 5 partite con la nazionale Under-23; in alcune occasioni è anche stato convocato in nazionale maggiore, senza tuttavia mai riuscire ad esordirvi.

### Allenatore
Nel 1982 quando Malcolm Allison diventa allenatore del Middlesbrough Maddren torna nel club per lavorare come fisioterapista; il 24 marzo 1984 Allison viene rimpiazzato e sostituito da Jack Charlton come allenatore ad interim, con Maddren come suo vice. Nelle ultime settimane della stagione Maddren viene poi promosso ad allenatore del club, in seconda divisione. Nella sua prima stagione intera da allenatore, la 1984-1985, il Boro evita la retrocessione in terza divisione solamente all'ultima giornata, mentre nella stagione 1985-1986 Maddren, con la squadra ancora in piena lotta per non retrocedere, viene esonerato e sostituito in panchina dal suo vice Bruce Rioch, che comunque non riuscirà ad evitare la retrocessione in terza divisione.

## Palmarès

### Giocatore

#### Competizioni nazionali
- Campionato inglese di seconda divisione: 1

Middlesbrough: 1973-1974